# Bernard d'Albi
Bernard d'Albi, le cardinal de Rodez (né à Saverdun en Ariège et mort le 23 novembre 1350 à Avignon) est un cardinal français  du XIVe siècle.

## Repères biographiques
Après avoir été est doyen de Beauvais, il est nommé évêque de Rodez le 8 février 1336 par Benoît XII, également originaire du Saverdunois dans le comté de Foix. Ce dernier l'envoie comme nonce apostolique en Castille, au Portugal et auprès du roi d'Aragon.
Lors du consistoire du 18 décembre 1338, Bernard d'Albi est créé cardinal-prêtre de S. Ciriaco alla Terme par le pape Benoît XII. Il résigne l'évêché de Rodez en faveur de Gilbert de Cantabrion. Comme tous les cardinaux, il dispose de nombreux bénéfices ecclésiastiques dans toute la chrétienté. Il est entre autres grand archidiacre de Tarragone, archidiacre de Saintonge dans l'église de Saintes... Le cardinal de Rodez participe au conclave de 1342, au cours duquel Clément VI est élu. En 1348, il est nommé cardinal-évêque de Porto.
Il est un ami de Pétrarque, qui le mentionne souvent dans ses lettres.